# Гриффит, Джордж
Джордж Гриффит (1857—1906), полное имя Джордж Четвинд Гриффит-Джонс (George Chetwynd Griffith-Jones) — британский писатель-фантаст, писавший в позднюю викторианскую и эдвардианскую эпоху. Почти забытый сегодня, он был одним из самых известных писателей своего времени и не уступал в популярности своим великим британским современникам Х. Райдеру Хаггарду, Х. Г. Уэллсу и А. Конан Дойлу. Хотя большую часть своей карьеры Гриффит находился в тени Герберта Уэллса, он пользовался большим влиянием в Великобритании. Он редко появлялся в печати в США из-за громких антиамериканских высказываний и социалистических взглядов. Основные темы творчества Джорджа Гриффита — войны будущего, бессмертие, затерянные миры, параллельные измерения и космические полеты.
Для издания «Кто есть кто» он описал себя так: «Морской юнга; сезонный рабочий; моряк; скотовод; мясник; путешественник по миру; школьный учитель; журналист и автор рассказов». Его развлечения включали в себя: «Безделье, путешествия и плавание под парусом».

## Биография
Джордж Четвинд Гриффит-Джонс родился в Плимуте в 1857 г. Его отец Джордж Альфред Джонс был священником, а мать Жанетт Генри Капинстер — старой девой из городка Бат, Сомерсет. В 1861 г. семья переехала в Эштон-Андерлайн, Манчестер, где Гриффит получил отрывочное образование, занимаясь в обширной библиотеке отца, в которой имелись произведения Чарльза Диккенса, Вальтера Скотта и Жюля Верна. После смерти отца в 1872 г. его отправили в частную школу, где он провел 15 месяцев.
Затем Гриффит вступил в период юношеских приключений, записавшись юнгой на ливерпульское торговое судно. Позже он заметил: «За 78 дней от Ливерпуля до Мельбурна я узнал о мире больше, чем за 14 лет». Добравшись до Австралии, он покинул корабль, работал на разных работах, прежде чем снова отправиться в море и трижды объехать весь мир. Он утверждал, что отклонил предложение полинезийского короля жениться на одной из его дочерей.
Незадолго до своего двадцатилетия, Гриффит вернулся в Англию и устроился на работу школьным учителем на южном побережье. Под псевдонимом «Лара» он опубликовал пару сборников стихов в 1883—1884 гг. Женился на Элизабет Брайерли в 1887 г. С 1888 г. жил в Лондоне. После периода крайнего безденежья нашёл работу в издательстве Артура Пирсона. Изначально он был нанят для того, чтобы отвечать на почту и давать банальные ответы на вопросы читателей литературного еженедельника Pearson’s Weekly. Вскоре Гриффит начал публиковать в этом журнале собственные статьи.
Прорыв произошёл, когда в еженедельнике Пирсона в период с января по октябрь 1893 г. был опубликован роман Гриффита «The Angel of the Revolution: A Tale of the Coming Terror» («Ангел революции. История грядущего ужаса»). Он сразу же сделал Гриффита выдающимся автором, а тираж еженедельника увеличился настолько, что было подписано соглашение о том, что Гриффит будет писать исключительно для Пирсона. Роман вышел в виде книги в издательстве Tower Publishing в октябре 1893 г. и быстро выдержал несколько изданий. Это был первый бестселлер «научного романа», и успех Гриффита проложил дорогу последующим авторам этого жанра, в частности, Герберту Уэллсу.
«Ангел революции» остается его лучшей и самой известной работой. Это была одна из первых так называемых «историй о чудесах», начало которым положил Жюль Верн. В историях Гриффита рассказывалось о летательных аппаратах тяжелее воздуха, пневматических пистолетах, подводных лодках, о политическом переустройстве общества в интересах человека, а ещё в них были впечатляющие воздушные, наземные или подводные сражения. Его рассказы были очень похожи на рассказы о войне будущего Джорджа Чесни и его подражателей, а также на политический утопизм «Вестей ниоткуда» Уильяма Морриса.
Гриффит быстро написал продолжение под названием «Небесная сирена», в котором Ольга Романофф, потомок русского царя, строит воздушный флот, чтобы бросить вызов мировому порядку, установленному в «Ангеле революции». По настоянию Пирсона Гриффит отправился в кругосветное путешествие и опубликовал отчет о своих приключениях под названием «Как я побил рекорд кругосветного путешествия» в четырнадцати выпусках еженедельника Пирсона за июнь 1894 года. Гриффит выполнил ряд командировочных заданий для Пирсона, включая поездки в Перу и Южную Африку. В книге «Британец или бур?» 1897 г. он предвидел англо-бурскую войну 1899—1902 годов.
По воле издателя Артура Пирсона, Гриффит побил существующий рекорд кругосветного путешествия, завершив свое путешествие всего за 65 дней. В качестве корреспондента он пересек Скалистые горы, и три раза пересек Анды. Также он помог обнаружить исток реки Амазонки.
В 1897 г. издатель Пирсон решил, что больше не нуждается в «научных» романах Гриффита, и стал сотрудничать с Гербертом Уэллсом (Пирсон опубликовал «Человека-невидимку» и «Войну миров»). Гриффит обратился к приключенческой литературе, опубликовав романы «Золотоискатель» и «Дева Солнца» (оба в 1898 г.). В 1899 г. он переехал в Литтлхэмптон, чтобы удовлетворить свою любовь к парусному спорту. В том же году он впервые появился в справочнике «Кто есть кто», доказав, что стал признанным писателем. Несколько неожиданно он снова совершил путешествие в Австралию. В этой поездке он написал повесть «Медовый месяц в космосе», в которой изображена пара молодоженов, путешествующая по Солнечной системе на космическом корабле, работающем на антигравитации.
Здоровье Гриффита начало ухудшаться после 1904 г., и он переехал на остров Мэн ради его более умеренного климата. Гриффит умер от цирроза печени в 1906 г. в возрасте 48 лет.
Несколько произведений было опубликовано уже после его смерти.

## Творчество
В романе «Ангел революции» революционная организация под названием «Братство свободы», имеющая в своем распоряжении как воздушные линкоры, оснащенные передовым оружием и новым источником энергии, так и стратосферные воздушные шары, которые используются для бомбардировок Британии, осуществляет непрерывное вторжение в Европу и навязывает социалистические реформы всему миру. Созданному ими «Pax Aeronautica» суждено просуществовать более 100 лет. Лидер революционеров Natas (то есть Satan — Сатана), который управляет событиями со своего бронированного дирижабля «Ариэль», является вульгарным переосмыслением байронического антигероя, впервые ставшего популярным благодаря Жюлю Верну с его капитаном Немо.
Продолжение («Ольга Романофф, или Небесная сирена»), действие которого происходит в конце этого периода вынужденного мира, описывает переворот, который превращает это утопическое государство в состояние полной анархии, организованный Ольгой Романовой, обладающей оккультными знаниями о месмеризме (гипнозе), которая заменяет первого ангела — дочь Натаса из предыдущей книги. Объединив силы с исламом, который потерпел поражение в предыдущей книге, она ведет разрушительную войну с Братством, теперь известным как Аэриане. Эту войну обрывает комета, которая отравляет смертельным газом всю планету. Аэриане, которые спрятались глубоко под Землей, затем наследуют Землю. Оба романа являются замечательными, хотя и гиперболическими примерами повествования о войне будущего. Гриффит был дальновиден в отношении тактики ведения воздушной войны, он предвосхитил появление радаров, гидролокаторов и ядерного оружия, однако эти два романа включают в себя и другие элементы, которые только гораздо позже станут обычным явлением в научной фантастике, в частности, борьбу международных картелей за мировое господство и апокалиптические видения Армагеддона на Земле и катастрофы с небес, вызванной кометой.
Концепция революционеров, навязывающих «мир аэронавтики над землей», в центре «Ангела революции», была подхвачена Уэллсом много лет спустя в книге «Облик грядущего». Сам Уэллс однажды написал, что «Outlaws of the Air» («Воздушные разбойники») Гриффита были «классикой аэронавтики».
Джордж Гриффит изобразил полностью обитаемую солнечную систему в своих «Рассказах о других мирах», опубликованных в журнале Pearson с января по июнь 1900 г. и опубликованных в виде книги «Медовый месяц в космосе» в 1901 г. Как и Уэллс, он излагает свою внеземную историю явно в контексте дарвиновской эволюции. Во время свадебного путешествия по Луне и планетам эксцентричный граф Редгрейв и его молодая жена-американка обнаруживают, что каждый мир иллюстрирует эффект биологической эволюции в зависимости от стадии, достигнутой каждым в своем развитии. Юпитер все ещё первобытен и вулканичен, в то время как Сатурн, продолжая свой жизненный цикл, дает приют гигантским рептилиям и гуманоидам, живущим в пещерах и деревьях. Вслед за другими викторианскими писателями научной фантастики и романтики, включая Грега, Кроми, Поупа и Уэллса, Гриффит описывает в некоторых мирах цивилизации, которые превзошли нашу технологически и интеллектуально, но затем так или иначе выродились. На Луне Редгрейвы находят расу, которая достигла своего пика и впала в варварский упадок, в то время как на Марсе есть «чисто интеллектуальные существа», которые, регрессировав в культурном отношении, теперь просто «холодные» и «расчетливые» (примерно так Уэллс описывает марсианских захватчиков в «Войне миров»). Тем не менее, не все обречено и мрачно, и Гриффит предлагает другие конечные точки эволюции для разума. На Венере жизнь созрела скорее духовно, чем материально в среде свободной от греха (теологическая тема, которая была бы более серьёзно рассмотрена К. С. Льюисом). С другой стороны, «сверхчеловеческий разум» на спутнике Юпитера Ганимеде сумел преодолеть унизительную дарвиновскую борьбу за выживание и достичь состояния, в котором сочетаются высокая рациональность и культура.
Хотя Гриффит был менее опытным писателем, чем Эптон Синклер, Джордж Бернард Шоу и Герберт Уэллс, его романы в свое время были чрезвычайно популярны. Рассказы Гриффита предвещали Первую мировую войну и предсказывали утопическую коммунистическую революцию в Соединённых Штатах. В них также предсказывалось, что Великобритания вступит в союз с Германией против франко-русско-итальянского союза, что почти полностью противоположно тому, что произошло на самом деле, когда началась Первая мировая война. Гриффит также использовал понятия ракет класса «воздух-земля» и самолётов с вертикальным взлетом и посадкой. Он написал несколько рассказов о приключениях, действие которых разворачивается в современном ему мире, в то время как «Разбойники воздуха» изображали будущее воздушной войны и создание утопического государства на тихоокеанских островах. Сэм Московиц описал его как «бесспорно, самого популярного писателя-фантаста в Англии в период с 1893 по 1895 год». Некоторые из его книг (особенно «Золотоискатель») также отражали веру в нежелательность расового смешения из-за предполагаемого дефицита чёрной расы. Эти убеждения были схожи с убеждениями некоторых социалистов революционного типа того времени, таких, как Джек Лондон.
Его научная фантастика изображала грандиозные и маловероятные путешествия по Солнечной системе в духе Уэллса или Жюля Верна, а его герои надевали космические скафандры, удивительно дальновидные по своей конструкции. «Медовый месяц в космосе» показывал, как отважные новобрачные, представители «правящей расы», исследуют планеты на разных стадиях геологической и дарвиновской эволюции в образовательной одиссее, в значительной степени опирающейся на более ранние космические путешествия Камиля Фламмариона, У. С. Лач-Ширмы и Эдгара Фосетта. Иллюстрации Стэнли Вуда к этой книге представили первые изображения стройных, сверхразумных инопланетян с большими лысыми головами — архетип знаменитых «серых» современной научной фантастики. Рассказ Гриффита «Великая комета Креллина», опубликованный в 1897 г., был первым рассказом, который не только включал 10-секундный обратный отсчет при запуске в космос (хотя своего рода обратный отсчет включен в роман Жюля Верна 1887 г. «Покупка Северного полюса»), но и первым рассказом, в котором предполагалось, что столкновение кометы с Землей может быть остановлено вмешательством человека.

## Дж. Гриффит в мировой фантастике
Гриффит творил в эпоху, когда заимствование идей из чужих произведений было обычным явлением. Его собственное творчество испытало огромное влияние Жюля Верна, а в его произведениях можно найти идеи Фламмариона, Джорджа Чесни и др. Однако и сам он высказал много совершенно новых интересных идей, которые широко эксплуатируются и сегодня.
Джордж Гриффит — забытый титан своей эпохи. Зачастую историки фантастики придают мало значения произведениям Гриффита, особенно по сравнению с его более знаменитым коллегой Гербертом Уэллсом. Как утверждается в рецензии на сайте Collector’s Guide Publishing, Гриффит стремился рассказать «интересную историю и старался, чтобы идеи и технологии были как можно более передовыми, в то время как Уэллс пытался обучить своих читателей социологии, используя моралистические притчи, иногда с тонкостью тупого инструмента». Немногие ученые, говоря о Гриффите, продолжают отвергать его, говоря, что у него не было воображения, и что он мало что сделал, кроме как использовал идеи Уэллса, Фламмариона и др. Связь с Фламмарионом интересна и четко признана Гриффитом, но идея столкновения с кометой восходит, по крайней мере, к Галлею, а Гриффит, скорее всего, первым осознал опасность, которую представляет кинетическая энергия такого объекта.
(К теме столкновения с кометой Гриффит обратился в рассказе «Великая комета Креллина», вышедшем в рождественском сборнике Pearsons Weekly 1897 г. Эта публикация появилась за три недели до появления рассказа о комете Герберта Уэллса «Звезда».)
Космический сериал «Истории других миров» («Посещение Луны», «Мир бога войны», «Взгляд на Безгрешную звезду», «Мир хрустальных городов», «В царстве Сатурна» и «Возвращение домой») вышел в журнале Пирсона с января по июнь 1900 г. Ещё раз стоит обратить внимание на дату публикации, это случилось, по крайней мере, за 5 месяцев до «Первых людей на Луне» Уэллса. Кроме того, отправляя своих героев в космос, Гриффит устраивает не просто посещение Луны, он описывает полноценный космический туризм. (Расширенная версия этой истории была опубликована издательством Pearson’s в виде романа в 1901 г. под названием «Медовый месяц в космосе».)
Гриффит опередил Уэллса рассказом о Марсе («Ольга Романофф»), космическом путешествии («Медовый месяц в космосе»), рассказом о комете («Великая комета Креллина»), рассказом о войне в воздухе («Воздушные разбойники») и даже его рассказ о путешествии во времени («Валдар Много-раз-рожденный») был опубликован до того, как Уэллс переделал своих «Аргонавтов времени» в бестселлер «Машина времени». Гриффит представил десятки дальновидных идей новых технологий, что редко удавалось Уэллсу. В XIX веке, до того, как научная фантастика стала отдельным жанром, Гриффит много писал о войне будущего, предвосхищая воздушные бои, ракеты, радары, гидролокаторы, ядерное оружие, мировое господство многонациональных картелей, а также взлет и падение могущественных государств; создавал образные рассказы о бессмертии, параллельных мирах, затерянных мирах, космических полетах, множественных измерениях и экстрасенсорных способностях.
Межпланетный роман Гриффита «Медовый месяц в космосе» и первую американскую классику космической оперы «Космический жаворонок» Э. Э. Смита (1928) отличает только масштаб, и многочисленные произведения космической оперы, появившиеся вслед за этим романом, безусловно, многим обязаны Гриффиту. В рассказе Гриффита «Хеллвилл, США» описывалась исправительная колония размером с город, изолированная от остальной Америки; эта идея была доведена до окончательного завершения в чрезвычайно успешном фильме Джона Карпентера «Побег из Нью-Йорка» почти столетие спустя.
Эпические фантазии Гриффита о романтических утопиях в мире будущих войн, в котором доминируют боевые флотилии дирижаблей и грандиозная техника, послужили шаблоном для романов в стиле стимпанк за 100 лет до того, как этот термин был даже придуман.
Мастер-романист Майкл Муркок назвал Гриффита «первым профессиональным писателем-фантастом», потому что он создавал рассказ за рассказом по требованию своих редакторов и издателей.

## Список основных произведений
- The Angel of the Revolution: A Tale of the Coming Terror (1893)
- Olga Romanoff or The Syren of the Skies (1894)
- The Outlaws of the Air (1895)
- Valdar the Oft-Born: A Saga of Seven Ages (1895)
- Briton or Boer? A Tale of the Fight for Africa (1897)
- The Romance of Golden Star (1897)
- The Gold Finder (1898)
- The Virgin of the Sun: A Tale of the Conquest of Peru (1898)
- The Great Pirate Syndicate (1899)
- Gambles with Destiny (1899)
- Stories of Other Worlds (1900)
- The Criminal Lunatic Asylum (1900)
- In an Unknown Prison Land (1901)
- Denver’s Double: A Story of Inverted Identity (1901)
- A Honeymoon in Space (1901)
- The White Witch of Mayfair (1902)
- The Lake of Gold: A Narrative of the Anglo-American Conquest of Europe (1903)
- A Woman Against the World (novel) (1903)
- The World Masters (1903)
- A Criminal Croesus (1904)
- The Stolen Submarine: A Tale of the Japanese War (1904)
- The Great Weather Syndicate (1906)
- The Mummy and Miss Nitocris: A Phantasy of the Fourth Dimension (1906)
- The World Peril of 1910 (1907)
- The Destined Maid (1908)
- The Sacred Skull (1908)
- The Diamond Dog (1913)

## Джордж Гриффит на русском
В 2015 г. вышли переводы «Ангел революции» (The Angel of the Revolution) и «Сирена небес» (Olga Romanoff or The Syren of the Skies) в серии «Бухта приключений».
В 2022 г. в Рунете появился перевод книги Valdar the Oft-Born: A Saga of Seven Ages (1895) под названием «Валдар Много-раз-рожденный. Семь эпох жизни».
В 2023 году вышел перевод романа A Honeymoon in Space под названием «Медовый месяц в космосе».